# 能取駅

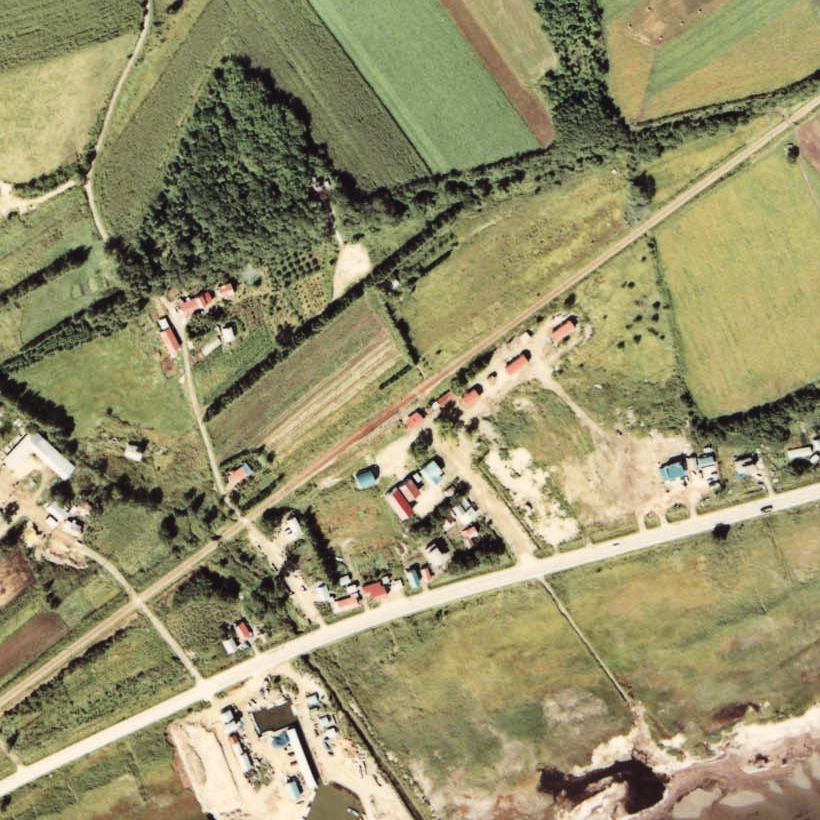
1977年の能取駅と周囲約500m範囲。左下が網走方面。下に能取湖と港が見える。駅裏側に本線を持つ島状の単式ホーム１面１線と駅舎前に貨物積卸線、駅裏本線の外に副本線を有していた。この時点では既に無人化に伴って棒線化されている。駅舎はまだ木造のまま残されているが、後年簡易型に建て替えられた。

能取駅（のとろえき）は、北海道（網走支庁）網走市字能取にかつて設置されていた、日本国有鉄道（国鉄）湧網線の駅（廃駅）である。電報略号はノト。事務管理コードは▲122411。

## 歴史
- 1936年（昭和11年）10月10日 - 鉄道省湧網東線の卯原内駅 - 常呂駅間延伸開通に伴い、開業[1]。一般駅[1]。
- 1949年（昭和24年）6月1日 - 公共企業体である日本国有鉄道に移管。
- 1953年（昭和28年）10月22日 - 中湧別駅 - 網走駅間全通により路線名が湧網線に改称され、それに伴い同線の駅となる。
- 1963年（昭和38年）4月1日 - 貨物の取り扱いを廃止[1]。
- 1972年（昭和47年）2月8日 - 荷物の取り扱いを廃止し[4]、同時に無人駅化[5]。
- 1979年（昭和54年）- 駅舎改築[6]。
- 1987年（昭和62年）3月20日 - 湧網線の全線廃止に伴い、廃駅となる[1]。

### 駅名の由来
所在地名より。

## 駅構造
廃止時点で、島式ホームの片面を使用する1面1線のホームと線路を有した地上駅であった。ホームは、線路の東側（網走方面に向かって左手側）に存在した。転轍機を持たない棒線駅となっていた。
無人駅となっており、有人駅時代の駅舎は改築され、興浜北線の斜内駅や豊牛駅などと同型のプレハブ駅舎となっていた。駅舎は構内の東側に位置し、ホームに接していた。また、1983年（昭和58年）時点では使われなくなった貨物ホームが残存し、網走市が買収して公園化する計画もあったという。
駅前にはミニ公園が設けられていた。

## 利用状況
乗車人員の推移は以下のとおり。年間の値のみ判明している年については、当該年度の日数で除した値を括弧書きで1日平均欄に示す。乗降人員のみが判明している場合は、1/2した値を括弧書きで記した。
| 年度               | 乗車人員 | 乗車人員 | 出典  | 備考 |
| 年度               | 年間     | 1日平均  | 出典  | 備考 |
| ------------------ | -------- | -------- | ----- | ---- |
| 1978年（昭和53年） |          | 10       | [ 9 ] |      |

## 駅周辺
- 国道238号（オホーツク国道）[10]
- 北海道道1087号網走常呂自転車道線 - 湧網線廃線跡を再利用した自転車歩行者専用道路。
- 能取漁港
- 能取湖 - 駅から南東に約0.3km[7]。
- ポント沼[10]
- 能取原生花園 - サンゴ草、ハマナス、アヤメ、クロユリ、ヤナギタンポポの群生地[10]。
- 網走バス「能取」停留所

## 駅跡
旧駅構内は網走市が転換交付金を活用し、廃駅後に卯原内駅と共に交通公園として整備された。駅舎はしばらく後に撤去されたが、ホーム及びレール、またホームに横付けされる形で国鉄の旧型客車であるスハフ42形スハフ42 510が静態保存・展示されていた。1999年（平成11年）時点でも同様であったが、スハフ42は痛みが進んでいた。
卯原内駅跡は国道沿いにあり、車両の再塗装など整備が行われている反面、当駅跡は国道からやや奥まった場所に位置するため立ち寄る人は少なく、車両の再塗装などの整備もされず野晒し状態となっていた。老朽化の進行もあって2006年（平成18年）に客車とレールが撤去され、2009年（平成21年）4月時点では「能取児童公園」の一角にホームと路盤が残るのみであった。2010年（平成22年）時点でも同様で、ホームは崩れかけていた。駅舎跡地は2001年（平成13年）時点では整地され、ゲートボール場が建築されていた。
当駅跡附近の線路跡は、北海道道1087号網走常呂自転車道線として自転車歩行者専用道路に再利用されていた。

## 隣の駅
日本国有鉄道
湧網線
常呂駅 - 能取駅 - 北見平和駅
かつて常呂駅と当駅との間に常呂港仮乗降場が存在した（1956年（昭和31年）1月7日開業、1972年（昭和47年）2月8日廃止）。
かつて当駅と北見平和駅との間に中能取仮乗降場が存在した（1956年（昭和31年）1月7日開業、1972年（昭和47年）2月8日廃止）。